# Wilhelm Schmiedeberg
Pour les articles homonymes, voir Schmiedeberg.
Wilhelm Schmiedeberg (né le 25 avril 1815 à Königsberg et mort vers 1865 dans la même ville) est un avocat et dessinateur prussien.

## Biographie
Les parents de Schmiedeberg sont le pharmacien Friedrich Wilhelm Schmiedeberg et son épouse Johanna Wilhelmina née. Collins. Son père possède la pharmacie de la Couronne de Königsberg depuis 1814.
Wilhelm est baptisé le 14 mai 1815 dans l'église de Sackheim (de). On ne sait pas s'il a étudié dans un lycée de Königsberg ou s'il a suivi des cours particuliers. Vraisemblablement à cause du divorce de ses parents, il entre au lycée royal (catholique) de Braunsberg à partir de 1832. Du 11 mai au 23 juin 1833, il participe à la troisième exposition d'art et de commerce de Königsberg sous le nom de « Schmiedeberg, Braunsberg » et du 6 mai au 3 juin 1834 à la quatrième exposition d'art et de commerce de Königsberg. À Braunsberg, il réussit son examen de fin d'études le 15 août 1834. Quatre jours plus tard, le 19 août 1834, il s'inscrit comme étudiant à l' Université de Königsberg. Comme beaucoup de ses camarades de classe, il devient membre de la Corpslandsmannschaft Baltia récemment fondée. Elle tire ses origines de la Varmie catholique et est reprise par le Corps Masovia en 1840. Schmiedeberg passe l'examen de stage. Le livre du doyen de la Faculté des sciences humaines fait état d'un doctorat en philosophie obtenu en son absence le 15 juin 1838. Il n'a pas eu à soutenir une thèse inaugurale.
Il admire le « penseur anti-Lumières » Johann Georg Hamann et écoutait Karl Rosenkranz, qui reconnait ses penchants artistiques et intellectuels. Muni d'une lettre de recommandation de Rosenkranz, il rend visite à l'historien de l'art Franz Kugler à Berlin au printemps 1838. Là, il est censé se faire une idée de « l'art et d'une vie intellectuelle plus digne ». Depuis 1840, il est avocat stagiaire au tribunal d'État supérieur de Königsberg. En 1842 (au plus tard en 1844), il démissionne du service judiciaire du royaume de Prusse en raison de problèmes de santé. Il vit comme citoyen privé à Königsberg, Königstrasse 60,. Il est handicapé et n’a probablement pas vécu assez vieux. Il laisse derrière lui des aquarelles de portraits uniques de ses camarades . Ses Feuilles de mémoire sont créées entre 1835 et 1839.